# 次海王星
次海王星可以指半徑比海王星小的行星，然而它的質量可能更大，或者指質量比海王星小的行星，然而它可能有更大的半徑，比如泡芙行星，這兩種含義甚至可以在同顆行星上使用。
儘管類海王星行星只是質量比次海王星稍微大一點的行星，但卻罕見得多。這個「半徑懸崖」將次海王星（半徑＜3個地球半徑）與海王星（半徑＞3個地球直徑）分隔開來。這種半徑懸崖被認為是因為在氣體吸積的形成過程中，大的小行星大氣層達到了迫使氫氣進入岩漿海洋所需的壓力，從而封锁了半徑的增長。然後，一旦岩漿海洋飽和，半徑就可以繼續增長。然而，因為它們需要更多的氣體，擁有足够氣體達到飽和的行星要少得多。
2023年11月29日，天文學家報告發現了六顆圍繞恒星HD 110067運行的次海王星系外行星，半徑從1.94 R🜨到2.85 R🜨。

## 延伸讀物
- The nature and origins of sub-Neptune size planets （页面存档备份，存于）, Jacob L. Bean, Sean N. Raymond, James E. Owen, 22 Oct 2020